# Paszczak papuaski
Paszczak papuaski, zmrocznik papuaski (Podargus papuensis) – gatunek ptaka z rodziny paszczaków (Podargidae), której jest największym przedstawicielem. Występuje w lesistych obszarach północno-wschodniej Australii (głównie półwysep Jork), wschodniej Indonezji, Papui-Nowej Gwinei oraz na pomniejszych wyspach.

## Taksonomia
Obecnie Międzynarodowy Komitet Ornitologiczny (IOC) oraz autorzy Handbook of the Birds of the World uznają paszczaka papuaskiego za gatunek monotypowy. Wcześniej niektórzy autorzy proponowali wyróżnienie trzech podgatunków: P. p. papuensis, P. p. baileyi oraz P. p. rogersi.

## Morfologia

### Wygląd
Charakterystyczne dla wszystkich paszczaków są wielkie głowy i szerokie dzioby, jakby nieproporcjonalne do reszty wąskiego ciała z długimi, szpiczasto zakończonymi skrzydłami i ogonem. Wokół dzioba wystają szczeciniaste pióra. Całość upierzenia utrzymana jest w tonacji szaro-rdzawej z wzorami imitującymi korę drzew, która jest naturalnym tłem dla odpoczywającego w dzień ptaka. Samce są nieco większe i o wzorach bardziej „marmurkowych”. Samice zaś mają więcej barwy rudej. Oczy są duże i czerwone, nogi krótkie i krępe.

### Średnie wymiary
- Długość ciała: 45–60 cm[7]
- Masa ciała: 256–599 g[7]

## Ekologia i zachowanie

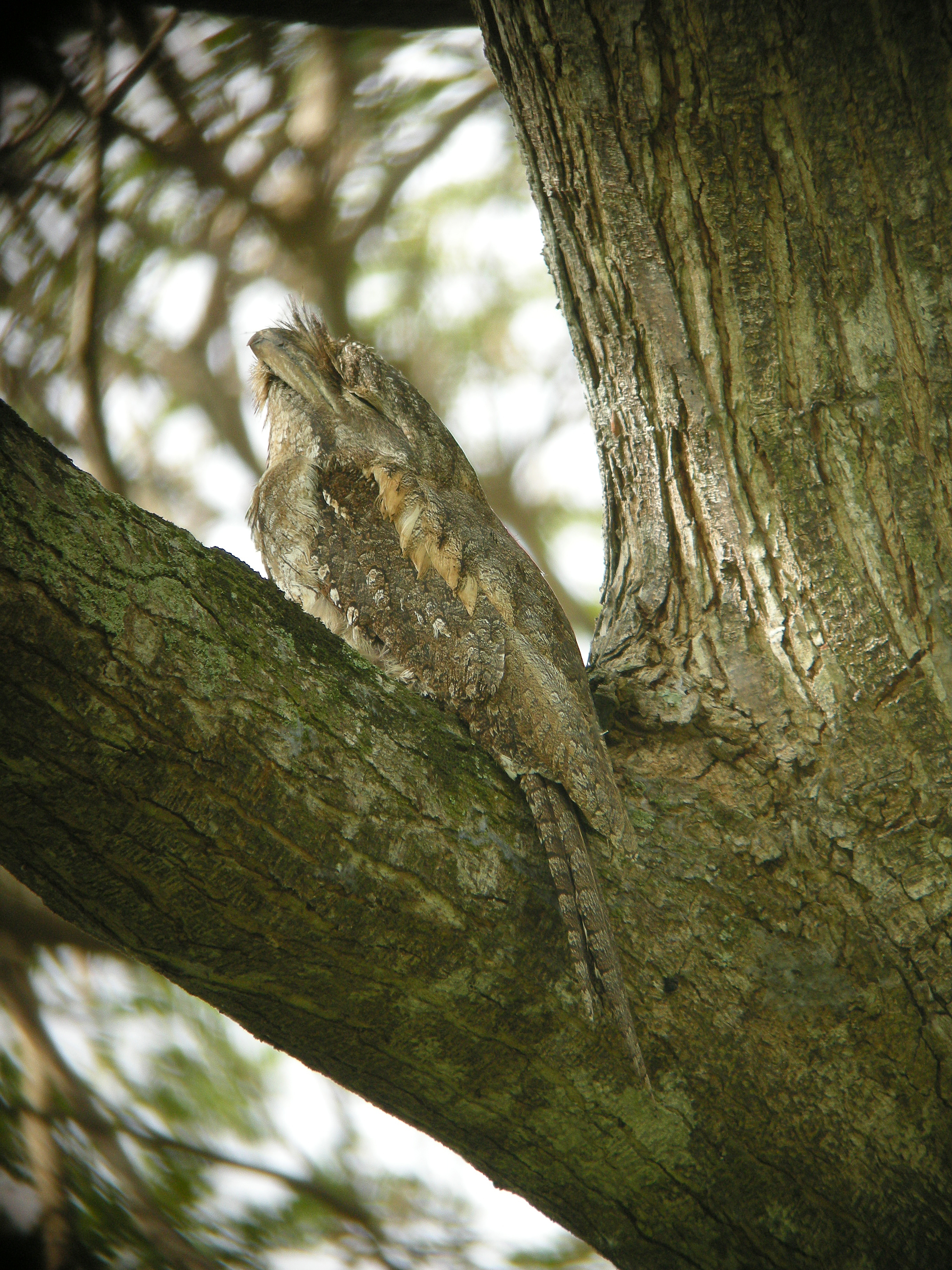
W dzień paszczaki papuaskie odpoczywają ukryte wśród wysokich drzew

### Biotop
Tropikalne i subtropikalne lasy niżej położonych obszarów, przy czym unika najbardziej wilgotnych i gęstych zadrzewień.

### Tryb życia
Aktywny nocą, podczas której poluje na drobne zwierzęta. Dzień spędza, podobnie jak sowy, przyczajony przy pniu lub na grubej gałęzi. Głośne odgłosy paszczaków papuaskich przypominają gwizdanie lub wycie (uuuum) i są słyszane głównie tuż po zmierzchu i przed samym świtem. Prowadzą raczej samotniczy tryb życia, łącząc się jedynie w pary.

### Pożywienie
Żywi się owadami, jaszczurkami, żabami i małymi gryzoniami. Istnieje teoria, że wydzielany z gardzieli paszczaka odór przyciąga muchy, obserwowano bowiem paszczaki przyczajone z otwartym dziobem i łapiące siadające w dziobie owady.

### Rozmnażanie
Okres rozrodczy przypada pomiędzy sierpniem a styczniem. Ptaki tworzą stałe pary na lata. Gniazdo stanowi kilka patyków ułożonych w rozwidleniu grubszych gałęzi. Samica składa 1–2 białe jaja. Wysiadują obydwoje rodzice przez 25–27 dni.

## Status
IUCN uznaje paszczaka papuaskiego za gatunek najmniejszej troski (LC, Least Concern) nieprzerwanie od 1988 roku. Liczebność światowej populacji nie została oszacowana. BirdLife International uznaje trend liczebności populacji za spadkowy ze względu na utratę siedlisk leśnych.